# Daniel Thrap
Daniel Smith Thrap, född den 18 september 1832 i Aker, död den 20 mars 1913 i Kristiania, var en norsk präst och författare.
Thrap var 1880–1902 kyrkoherde i Petri församling i Kristiania. Han utgav eller författade ett stort antal skrifter, särskilt i norsk kyrkohistoria, bland annat Bidrag til den norske kirkes historie i det 19. aarhundrede (två samlingar 1884 och 1890), och redigerade i flera år Zuluvennen.